# Senat Bovenschulte I
Der Senat Bovenschulte I war die nach der Wahl zur Bremischen Bürgerschaft vom 26. Mai 2019 gebildete Bremer Landesregierung. Der Senat amtierte vom 15. August 2019 bis zum 5. Juli 2023. Er wurde gestützt von einer Mehrheit der Fraktionen von SPD, Bündnis 90/Die Grünen und Die Linke in der Bremischen Bürgerschaft. Dieser Regierungsmehrheit stand eine Opposition aus CDU, AfD, FDP und BIW gegenüber.
Nachdem die SPD bei der Bürgerschaftswahl erstmals nicht mehr stärkste Partei geworden war und die Regierung aus SPD und Bündnis 90/Die Grünen ihre Mehrheit verloren hatte, traten die bisherigen Koalitionspartner in Verhandlungen mit der Partei Die Linke ein. Auf Seiten der SPD trat ihr Spitzenkandidat, der seit 2015 amtierende Präsident des Senats und Bürgermeister Carsten Sieling, als Verhandlungsführer auf. Nach Abschluss der Koalitionsverhandlungen erklärte Sieling jedoch, nicht mehr für das Amt des Regierungschefs zur Verfügung zu stehen.
Auf ihrem Landesparteitag am 6. Juli 2019 stimmte die Bremer SPD dem Koalitionsvertrag zu und nominierte den erst am 24. Juni 2019 zum Vorsitzenden der Bürgerschaftsfraktion gewählten Andreas Bovenschulte als Bürgermeisterkandidat. Bündnis 90/Die Grünen stimmte ebenfalls auf einer Landesversammlung am 6. Juli 2019 dem Koalitionsvertrag zu. Am 13. August 2019 wurde der Koalitionsvertrag von den drei Parteien der rot-rot-grünen Koalition unterzeichnet.
Die Wahl von Andreas Bovenschulte zum Präsidenten des Senats durch die Bremische Bürgerschaft erfolgte in ihrer 2. Sitzung am 15. August 2019. Nachdem die Bürgerschaft durch Gesetzesänderung die Mitgliederzahl des Senats von acht auf neun erhöht hatte, wurden die weiteren Senatoren gewählt, von denen SPD und Bündnis 90/Die Grünen jeweils drei und Die Linke zwei stellt. Anschließend wurde Staatsrat Olaf Joachim zum weiteren Mitglied des Senats gemäß Artikel 107 der Landesverfassung der Freien Hansestadt Bremen gewählt.
| Amt                                                                            | Bild                                                                             | Name                                      | Partei | Partei                               | Staatsräte | Partei    | Partei                |
| ------------------------------------------------------------------------------ | -------------------------------------------------------------------------------- | ----------------------------------------- | ------ | ------------------------------------ | --- | --------- | --------------------- |
| Präsident des Senats und Bürgermeister                                         |                                                                                  | Andreas Bovenschulte                      |        | SPD                                  | Olaf Joachim Staatsrat für Bundesangelegenheiten; Staatsrat für Medienangelegenheiten, Entwicklungszusammenarbeit und Internationales; Bevollmächtigter der Freien Hansestadt Bremen beim Bund |           | SPD                   |
| Senator für Angelegenheiten der Religionsgemeinschaften                        | Thomas Ehmke Chef der Senatskanzlei                                              | Andreas Bovenschulte                      |        | SPD                                  | |           | SPD                   |
| Senator für Kultur                                                             | Carmen Emigholz Kultur                                                           | Andreas Bovenschulte                      |        | SPD                                  | |           | SPD                   |
| Stellvertreterin des Präsidenten des Senats und Bürgermeisterin                |                                                                                  | Maike Schaefer                            |        | Bündnis 90/Die Grünen                | Ronny Meyer (bis Februar 2022) Enno Nottelmann (ab April 2022) Klimaschutz, Umwelt und Mobilität                                                                                               |           | Bündnis 90/Die Grünen |
| Stellvertreterin des Präsidenten des Senats und Bürgermeisterin                | parteilos                                                                        | Maike Schaefer                            |        | Bündnis 90/Die Grünen                | Ronny Meyer (bis Februar 2022) Enno Nottelmann (ab April 2022) Klimaschutz, Umwelt und Mobilität                                                                                               |           |                       |
| Senatorin für Klimaschutz, Umwelt, Mobilität, Stadtentwicklung und Wohnungsbau | Gabriele Nießen (ab 1. Februar 2020) Stadtentwicklung, Wohnungsbau und Zentrales | Maike Schaefer                            |        | Bündnis 90/Die Grünen                | |           |                       |
| Senatorin für Gesundheit, Frauen und Verbraucherschutz                         |                                                                                  | Claudia Bernhard                          |        | Die Linke                            | Silke Stroth | parteilos |                       |
| Senatskommissarin für die Verwirklichung der Gleichberechtigung der Frau       |                                                                                  | Claudia Bernhard                          |        | Die Linke                            | Silke Stroth | parteilos |                       |
| Senator für Finanzen                                                           |                                                                                  | Dietmar Strehl                            |        | Bündnis 90/Die Grünen                | Silke Krebs (bis 29. Juni 2022) |           | Bündnis 90/Die Grünen |
| Senator für Finanzen                                                           | Hans-Henning Lühr (bis 31. Juli 2020)                                            | Dietmar Strehl                            |        | Bündnis 90/Die Grünen                | |           | Bündnis 90/Die Grünen |
| Senatskommissar für den Datenschutz                                            | Martin Hagen (ab 1. August 2020)                                                 | Dietmar Strehl                            |        | Bündnis 90/Die Grünen                | |           | Bündnis 90/Die Grünen |
| Senator für Inneres                                                            |                                                                                  | Ulrich Mäurer                             |        | SPD                                  | Olaf Bull |           | SPD                   |
| Senatorin für Justiz und Verfassung                                            |                                                                                  | Claudia Schilling                         | SPD    | Björn Tschöpe Justiz und Verfassung  | SPD |           |                       |
| Senatorin für Wissenschaft und Häfen                                           | Tim Cordßen-Ryglewski Wissenschaft und Häfen                                     | Claudia Schilling                         | SPD    |                                      | SPD |           |                       |
| Senatorin für Kinder und Bildung                                               |                                                                                  | Claudia Bogedan (bis 7. Juli 2021)        | SPD    | Arnhild Moning (bis † 21. Juni 2021) | SPD |           |                       |
| Senatorin für Kinder und Bildung                                               | Jan Stöß (September 2020 bis Februar 2022)                                       | Claudia Bogedan (bis 7. Juli 2021)        | SPD    |                                      | SPD |           |                       |
| Senatorin für Kinder und Bildung                                               | Sascha Karolin Aulepp (ab 7. Juli 2021)                                          | Regine Komoss (Anfang bis Ende März 2022) | SPD    |                                      | SPD |           |                       |
| Senatorin für Kinder und Bildung                                               | Sascha Karolin Aulepp (ab 7. Juli 2021)                                          | Torsten Klieme (ab Juni 2022)             | SPD    |                                      | SPD |           |                       |
| Senatorin für Soziales, Jugend, Integration und Sport                          |                                                                                  | Anja Stahmann                             |        | Bündnis 90/Die Grünen                | Jan Fries |           | Bündnis 90/Die Grünen |
| Senatorin für Wirtschaft, Arbeit und Europa                                    |                                                                                  | Kristina Vogt                             |        | Die Linke                            | Susanne Ahlers (September 2019 bis August 2020) Kai Stührenberg (ab 1. November 2020) Arbeit und Europa                                                                                        |           | Die Linke             |
| Senatorin für Wirtschaft, Arbeit und Europa                                    | Sven Wiebe (ab 18. September 2019) Wirtschaft                                    | Kristina Vogt                             |        | Die Linke                            | parteilos |           |                       |